# Nikon D300s
D300 D7100
Le Nikon D300s est un appareil photographique reflex numérique au format DX de 12,3 mégapixels annoncé par Nikon le 30 juillet 2009. Il remplace le D300 en tant que produit phare du format DX en ajoutant l'enregistrement de vidéos HD avec autofocus à mesure de contraste. Il présente des similitudes avec le D700, la différence majeure étant que le D700 intègre un capteur plus grand (format FX).
Par son ergonomie (prise en main et boutons), son support carte SD et CompactFlash, cet appareil s'adresse à des professionnels ou des amateurs avertis.

## Comparaison avec le Nikon D7000
Apparu courant 2010, le Nikon D7000 concurrence sérieusement ce modèle, avec notamment les éléments suivants :
- Définition du capteur portée à 16,2 millions de pixels, sensibilité du capteur accrue,
- Définition vidéo de 1 920 x 1080,
- Double logement pour cartes SDXC,
- Meilleure mesure de la luminosité de façon matricielle (2 016 zones contre 1 005).

Néanmoins, le D300s conserve les avantages suivants :
- boutons et ergonomie,
- nombre de prises de vue en rafale de 8 par seconde (contre 6),
- autofocus 51 points et 15 croisés (contre 39 et 9 croisés).